# Rangecourt
Rangecourt é uma comuna francesa na região administrativa de Grande Leste, no departamento de Haute-Marne. Estende-se por uma área de 6,81 km². Em 2010 a comuna tinha 64 habitantes (densidade: 9,4 hab./km²).